# Азербайджан и Организация исламского сотрудничества

Лого организации

Флаг Азербайджана

Азербайджан стал членом Организации Исламского сотрудничества (ОИС) в декабре 1991 года после восстановления независимости. Организация Исламского сотрудничества стала первой организацией, в которую вступил Азербайджан. Организация Исламского сотрудничества — межправительственная организация, которая была создана в 1969 году в Марокко. До 2011 года называлась Организация Исламская Конференция (ОИК). В организацию входят 57 государств.

## История

### Дакарский саммит
18 октября 1991 года Азербайджан принял «Конституционный акт о государственной независимости Азербайджанской Республики» и этим восстановил свою государственную независимость. Сразу после этого Азербайджан подал заявление на вступление в Организацию Исламского Сотрудничества. В 1991 году на саммите в Дакаре Азербайджан был принят в Организацию Исламского Сотрудничества (тогда ещё Организация Исламская Конференция).
В этом же году делегация организации совершила визит в Азербайджан для изучения возможностей решения мирным путём армяно-азербайджанского конфликта.

## Сотрудничество страны с организацией
В мае 1994 года, по распоряжению Гейдара Алиева, посол Азербайджана в Саудовской Аравии получил полномочия Постоянного представителя Азербайджана при Генеральном секретаре ОИК.
VII саммит ОИК
12 декабря 1994 года VII саммит ОИК состоялся в Марокко, в котором президент Азербайджана также принял участие и выступил с речью. Там была принята резолюция по Карабахскому конфликту и оказанию экономической помощи Азербайджану. В резолюции были также выдвинуты требования о выполнении четырёх резолюций ООН и немедленном выводе вооружённых сил Армении с оккупированных азербайджанских территорий.
В другой резолюции содержался призыв к международным организациям для оказания Азербайджану неотложной гуманитарной и финансовой помощи.
VIII саммит ОИК
8 декабря 1997 года состоялся визит Гейдара Алиева в Тегеран, основной целью которого было участие в VIII саммите ОИК, в рамках которого президент также встретился с Генеральным секретарём ОИК Изеддином Лараки. В ходе встречи Алиев выразил надежду на принятие на VIII саммите ОИК специальных резолюций касательно проблем Азербайджана. На VIII саммите ОИК в Тегеране Гейдар Алиев выступил с речью.
«…Проблема, с которой столкнулся Азербайджан, это также и наша проблема. Можно вынести все, но не захват земель. Будьте уверены в том, что Организация Исламская конференция полностью на Вашей стороне…» — сказал Изеддин Лараки.
На этом саммите были приняты несколько резолюций касательно оказании экономической помощи Азербайджанской Республике.
Саммиты ОИК (2000 и 2003 гг.)
На двух саммитах организации, которые состоялись 12-13 ноября 2000 года в катарской столице Дохе и 16-17 ноября 2003 года в Путраджайе (Малайзия) Азербайджан представлял министр иностранных дел. Как правило, защищалась позиция Азербайджана, а также были приняты документы, в которых требовались вывод армянских войск с оккупированных азербайджанских территорий, уважение к территориальной целостности страны, а также соблюдения четырёх резолюций ООН.
Учредительное заседание Молодёжного форума ОИК прошло в 2004 году в Азербайджане.
III чрезвычайное заседание ОИК

III чрезвычайное заседание ОИК состоялось 7-8 декабря 2005 года в Мекке, где также принял участие Ильхам Алиев и выступил с речью:
«…Организация Исламская конференция прикладывает последовательные усилия для воцарения мира и благоденствия во всём мире… В то же время, мы выражаем категорический протест тем, кто связывает международный терроризм с религией Ислам. Подобный тезис совершенно ошибочен, безоснователен и неприемлем…».
В рамках визита президент Азербайджана провёл встречи с президентом Пакистана Первезом Мушаррафом, премьер-министром Малайзии Абдуллой Ахмедом Бадави, генеральным секретарём ОИК Экмеледдином Ихсаноглу, полномочным представителем президента России в Федеральном Дальневосточном округе Камилем Исхаковым, председателем Великого национального собрания Турции Бюлендом Арынджем и другими официальными лицами.
33 сессия СМИД ОИК

Диаграмма участников ОИК

33 сессия МИД стран-членов ОИК состоялась 19-21 июня 2006 года в Баку. На этой сессии председательство Организации перешло к Азербайджану.
Визиты в Азербайджан в 2006—2007 гг.
4 октября 2006 года президент ИСЕСКО Осман аль-Тувейджри прибыл с визитом в Азербайджан. Осман аль-Тувейджри присвоил звание Посла Доброй воли ИСЕСКО Мехрибан Алиевой за заслуги в развитии образования и межцивилизационного диалога.
27 апреля 2007 года Генеральный секретарь ОИК Э.Ихсаноглу прибыл в Азербайджан. Целью визита было участие на международной конференции на тему «Роль СМИ в развитии терпимости и взаимопонимания».
В этот же день Генеральный директор ИСЕСКО Абдулазиз бин Осман аль-Тувейджри и Мехрибан Алиева подписали Протокол о сотрудничестве между ИСЕСКО и Фондом Гейдара Алиева, основной целью которого является урегулирование принципов сотрудничества на 5-летний срок и развитие в областях науки, культуры, образования, а также разработка и реализация совместных проектов, координация деятельности и пр.
XI саммит ОИК
13-14 марта 2008 года в Дакаре состоялся XI саммит Организации Исламская Конференция, на которой принял участие министр иностранных дел Азербайджана.
В апреле 2008 года прошла VI сессия правления Молодёжного форума ОИК, которая состоялась в Кувейте. На этой сессии, первым главным координатором по межкультурному диалогу Молодёжного форума была избрана Лейла Алиева.
36 сессия СМИД ОИК
36 заседание МИД стран-членов ОИК состоялось в Дамаске (Сирия) 23 мая 2009 года, где также участвовал министр Азербайджана. В этом же году Баку был объявлен столицей Исламской культуры. 17 февраля 2009 года состоялось торжественная церемония открытия года, в котором приняли участие президент Азербайджана и Генеральный секретарь ИСЕСКО.
11 ноября 2009 года в Баку состоялась международная конференция «Межцивилизационный диалог: взгляд из Азербайджана», которая была посвящена 40-летию организации.
Экмеледдин Ихсаноглу, генеральный секретарь ОИК заявил о «превращении Азербайджана в символ в сфере сотрудничества между крупными цивилизациями, что связано с географическим положением Азербайджана, а также соединением здесь различных культур».
37 сессия СМИД ОИК
37 сессия состоялась в Душанбе 18-20 мая 2010 года в ходе которого были приняты Душанбинская декларация и резолюции, в которых было осуждено разрушение памятников Исламской культуры на оккупированных землях Азербайджана. Также в резолюциях предусматривалось оказание экономической и технической помощи азербайджанскому государству с целью устранения последствий оккупации.
«Рамочный документ»
25-26 апреля 2013 года в Баку состоялась конференция министров труда Организации Исламского Сотрудничества, на которой был принят «Рамочный документ». Данный документ определял будущие приоритеты в области труда, миграции, рабочей силы, обмена опытом и социальной защиты.
По предложению Ильхама Алиева был создан Центр труда ОИС (OIC Labour Center).
Первое заседание, руководящего комитета «Рамочного Документа», на котором решались вопросы труда, занятости и социальной защиты состоялось 17-18 июня 2014 года в Баку.
V международная конференция
20-21 октября 2014 года в Баку состоялась V международная конференция на тему «Роль женщин в развитии государств-членов Организации Исламского Сотрудничества».
7-й Глобальный Форум Альянса Цивилизаций ООН
С 25 по 27 апреля 2016 года в Баку прошёл Глобальный Форум Альянса Цивилизаций ООН, в котором приняла участие делегация ОИС.
43 сессия СМИД ОИС
18-19 октября в 2016 года в Ташкенте состоялась 43-я сессия Совета министров иностранных дел стран-членов ОИС, на которой Азербайджан представлял министр иностранных дел Эльмар Мамедъяров. В рамках заседания были приняты резолюции в связи разрушением памятников исламской истории и культуры на оккупированных армянскими вооружёнными силами территориях Азербайджана.
3 мая 2017 года президент Азербайджана Ильхам Алиев принял делегацию во главе с генеральным секретарём ОИС Юсифом Аль-Осайми.
Саммит ОИС по науке и технологиям
10 сентября 2017 года в Астане (Казахстан) начал работу первый Саммит Организации исламского сотрудничества (ОИС) по науке и технологиям, в котором принял участие президент Азербайджана.

Лого IV Исламских игр солидарности

## IV Исламские игры солидарности
В 2017 году в Баку прошли IV Исламские игры солидарности. Церемония открытия игр состоялась 12 мая, а церемония закрытия — 22 мая. В играх участвовали 2800 спортсменов из 54 стран. В спортивную программу Игр включены 20 видов спорта.

## Азербайджан и Исламский банк развития
По состоянию на 2018 год Исламский банк развития инвестировал в экономику Азербайджана более 1,2 миллиарда долларов в рамках более чем 40 проектов. По данным на 2019 год ИБР осуществляет три проекта в Азербайджане — восстановление системы водоснабжения и канализации в Астара, Дашкесан, Тертер, Кедабек, Самух и Газах, комплексное развитие орошаемого земледелия и техническое содействие подготовке правовой базы по исламскому финансированию.

## Туризм
В 2016 году, согласно ежегодному отчёту «Глобальный мусульманский индекс путешествий» (GMTI), публикуемому Mastercard и специализирующейся в анализе туристического сектора рынка компанией CrescentRating, Азербайджан занял 20 место в списке лучших направлений для мусульманских туристов среди стран Организации Исламского Сотрудничества.